# Винграновский, Николай Степанович
Николай Степанович Винграно́вский (1936 — 2004) — советский и украинский писатель-шестидесятник, кинорежиссёр, актёр, сценарист и поэт. 
Заслуженный деятель искусств Украины (1997).

## Биография

### Детские годы
Н. С. Винграновский родился 7 ноября 1936 года в Первомайске (ныне Николаевская область, Украина) в районе Птицекомбинат. Дом, сохранившийся и ныне, находится в живописном месте, на берегу водоёма Ломка. В дальнейшем семья переехала в район Богополя. Там же, в школе № 17 он получил среднее образование. Немногие из живых одноклассников с особой теплотой вспоминают об этом человеке.
После окончания школы поступил в Киевский театральный институт, где ему удалось познакомиться с А. П. Довженко. Александр Петрович пригласил талантливого молодого человека учиться во ВГИК, куда Винграновский и поступил (режиссёрский факультет), и окончил его в 1960 году.

### Актерская, режиссерская деятельность
Еще студентом сыграл главную роль рядового солдата Ивана Орлюка в художественном фильме «Повесть пламенных лет» (1961), автором которого был Александр Довженко. За лучшее исполнение мужской роли Николай Винграновский получил золотую медаль кинофестиваля в Лос-Анджелесе.
Дипломированный кинорежиссер вернулся в Киев и стал работать на киностудии Довженко. Прошло несколько лет, и Николаю удалось отснять ряд лент: "Дочь Стратион", "Эскадра поворачивает на запад", "Дума о британку", "Тихие берега».
Винграновский удачно совмещал режиссуру с писательством. Литературный дебют Николая состоялся в 1957 году в журнале "Октябрь" (ныне "Колокол").  
В 1962 увидел свет его первый сборник "Атомные прелюды", который содержал 48 стихотворений.
В период с 1962 по 1963 годы — актёр на киностудии имени А.П. Довженко, а с 1964 по 1965 год — режиссёр на Одесской киностудии. В 1965 году стал редактором, а затем — режиссёром Киевской киностудии имени А. П. Довженко.
Николай Степанович планировал снять серию документальных фильмов о тысячелетней истории Украины "Четырнадцать столиц Украины", которые охватывают время от Трипольской культуры до наших времён. Эти фильмы он планировал для студентов, школьников, учителей и для всех кого интересует история.
Скончался после тяжёлой болезни 26 мая 2004 года. 
Похоронен в Киеве на Байковом кладбище.

## Награды и премии
- Заслуженный деятель искусств Украины (1997) — за личный вклад в развитие украинской культуры и искусства, весомые творческие достижения[2];
- Государственная премия УССР имени Т. Г. Шевченко (1984) — за сборники произведений для детей «Летнее утро», «Летний вечер», «Ласточка у окна», «Спокойной ночи» [5];
- Литературная премия «Благовест»[6];
- Почётная грамота Президии Верховной Рады Украины[7];
- Международная премия Фундации Емельяна и Татьяны Антонович (1993, США)[8].

## Произведения

### Книги стихотворений
- Атомные прелюды (1962);
- Сто поэзий (1967);
- Поэзии (1971);
- На серебряном берегу (1978);
- Киев (1982);
- Губами тёплыми и оком золотым (1984);
- Эту женщину я люблю (1990);
- С обнимаемых тобою дней (1993);
- Любовь, нет! не уходи! (1996).

### Сборники для детей
- Андрийко-говорийко;
- Мак;
- Летнее утро;
- Летний вечер;
- Ласточка возле окна;
- Спокойной ночи;
- В глубине дождей;
- Первинка.

### Повести
- Первинка;
- Сироманец;
- В глубине дождей;
- Мир без войны (1958);
- Президент (1960);
- Конь на вечерней заре (1986);
- Лето на Десне (1983);
- Наливайко (роман, 1990);
- Четырнадцать столиц Украины (1997, исторический очерк).

### Публикации стихов в переводе на русский язык
- Третья книга (М., 1972);
- Козерог (М., 1977).
- Стихотворения (М., «Х. л.», 1986).

## Фильмография

### Актёр
- Иван Орлюк («Повесть пламенных лет», 1961);
- Дончак («Сейм выходит из берегов», 1962);
- Вацлав Купка («Берег надежды», 1967);
- Несвятыпаска («Дума о Британке», 1970).

### Режиссёр
- Берег надежды (1967, роль Вацлава Купки);
- Дума о Британке (1970, роль Несвятыпаски);
- Тихие берега (1973);
- Климко (1984).

#### Документальные фильмы
- Голубые сёстры людей (1966);
- «Слово об Андрее Малышко (1983);
- Дневник А. П. Довженко (1989, в соавторстве с Леонидом Осыкой);
- «Довженко. Дневник 1941—1945» (1993);
- Чигирин — столица гетмана Богдана Хмельницкого (1993);
- Батурин — столица гетмана Ивана Мазепы (1993);
- Галич — столица князя Данила Галицкого (1993);
- Гетман Сагайдачный (1999).